# Хаутсма, Мартин Теодор
Ма́ртин Теодо́р Ха́утсма (з.-фриз. Martijn Theodoor Houtsma; 15 января 1851, Ирнсюм — 9 февраля 1943, Утрехт) — нидерландский историк-востоковед и исламовед, специалист по истории, культуре и языкам народов Ближнего Востока. Член Нидерландской королевской академии наук.

## Биография
В 1875 году защитил в Лейденском университете диссертацию по истории ислама, преподавал там же персидский и турецкий языки. В 1890—1917 годах в Утрехтском университете читал лекции по ивриту и еврейской литературе.
Инициатор многочисленных изданий арабских, персидских и турецких текстов по истории мусульманских народов. Большую научную ценность представляет «Собрание текстов по истории сельджукидов» (в 4-х тт., 1886—1902).
Стал первым главным редактором «Энциклопедии ислама», выходившей в Лейдене в 1913—1938 годах на английском, немецком и французском языках.